# Шатијон сир Морен
Шатијон сир Морен (фр. Châtillon-sur-Morin) насеље је и општина у североисточној Француској у региону Шампањ-Арден, у департману Марна која припада префектури Еперне.
По подацима из 2011. године у општини је живело 189 становника, а густина насељености је износила 10,47 становника/km². Општина се простире на површини од 18,05 km². Налази се на средњој надморској висини од 155 метара.

## Демографија
| 1962. | 1968. | 1975. | 1982. | 1990. | 1999. | 2011. |
| ----- | ----- | ----- | ----- | ----- | ----- | ----- |
| 130   | 166   | 131   | 135   | 155   | 163   | 189   |

График промене броја становника у току последњих година